# VH1 Behind the Music: Go-Go's Collection
VH1 Behind the Music: Go-Go's Collection è la terza raccolta di successi del gruppo femminile pop rock/new wave statunitense delle Go-Go's. La raccolta contiene brani precedentemente pubblicati dalla band, inclusi i loro singoli eccetto Speering lato B di Vacation 
L'album compilation è stato rilasciato un anno prima che il gruppo si riunisse definitivamente per il loro album di ritorno in studio God Bless the Go-Go's, che è stato pubblicato nel 2001.

## Tracce
1. We Got The Beat – 2:31 – Tratto da Beauty and the Beat del 1981
2. Our Lips Are Sealed – 4:05 – Tratto da Beauty and the Beat del 1981
3. Lust To Love – 3:06 – Tratto da Beauty and the Beat del 1981
4. Skidmarks On My Heart – Tratto da Beauty and the Beat del 1981
5. This Town – 3:19 – Tratto da Beauty and the Beat del 1981
6. Can't Stop The World – 3:18 – Tratto da Beauty and the Beat del 1981
7. Fading Fast – 3:39 – Tratto da Beauty and the Beat del 1981
8. Vacation – 3:00 – Tratto da Vacation del 1982
9. Beatnik Beach – 2:53 – Tratto da Vacation del 1982
10. Get Up And Go – 3:18 – Tratto da Vacation del 1982
11. Speeding – 2:09 – Lato B di Vacation
12. Girl Of 100 Lists – 2:20 – Tratto da Vacation del 1982
13. Head Over Heels – 3:37 – Tratto da Talk Show del 1984
14. Turn To You – 3:50 – Tratto da Talk Show del 1984
15. Yes Or No – 4:05 – Tratto da Talk Show del 1984
16. I'm The Only One – 3:34 – Tratto da Talk Show del 1984
17. Mercenary – 3:34 – Tratto da Talk Show del 1984

Durata totale: 52:18